# Красногвардейское (Ставропольский край)
Красногварде́йское — село, административный центр Красногвардейского района (муниципального округа) Ставропольского края России.

## География
Село расположено в северо-западной части Ставропольского края в 120 км на северо-запад от Ставрополя.

## История
Село было основано в 1803 году как Медвежье.
16-18 октября 1837 Николай I инспектировал территорию нынешнего Ставрополья. Путь его лежал через города Пятигорск и Георгиевск, станицу Александрийскую, села Сухая Падина, Александровское, Калиновское, Сергиевское, хутор Базовый, село Старомарьевское, город Ставрополь, села Верхнерусское, Московское, Донское, Безопасное, Преградное и Медвеженское.
С 1872 года являлось центром Медвеженского уезда Ставропольской губернии. В 1854 году в селе построена каменная церковь во имя Покрова Пресвятой Богородицы. В 1896 году построена деревянная церковь во имя святителя и чудотворца Николая. В 1901 году в Медвежьем насчитывался 1291 двор, население села составляло 10307 жителей. В селе действовало 2 одноклассных училища Министерства Народного Просвещения, 3 одноклассных церковно-приходских школы.
В конце XIX — начале XX века на страницах «Энциклопедического словаря Брокгауза и Ефрона» этот населённый пункт был описан следующим образом:
Медвежье — село Ставропольской губернии, Медвеженского уезда. Центр управления уездом. Дворов 1281, жителей 8965 (4682 м п.): православных 8292, раскольников 599, армяно-григориан 38, магометан 18, прочих исповеданий 18. Церковь, раскольничья молельня, лечебница, аптека, 2 школы. Лавок 16, кузниц 6, питейных домов 13, трактиров 2, постоялых дворов 1, мыльный зав. 1, овчинных зав. 7, водяная мельница 1, ярмарки 2, базары еженедельно.
В 1918 году на Ставрополье начался процесс коллективизации, не получивший достаточного развития из-за гражданской войны. После окончательного установления советской власти в регионе стали создаваться коммуны и артели, организуемые бывшими красноармейцами. В 1921 году в селе Медвежьем образовались артели «Красное Знамя» и «Хлебороб». В 1924 году возникли сельскохозяйственные товарищества «Почтовое», «Демьян Бедный», «Победа», «Весёлая Заря», «Кавказская группа бедноты», «Вороненковых». В том же году были созданы мелиоративное товарищество «Честный труд» и пчеловодческое товарищество «Трудовая пчела».
19 июля 1935 года постановлением ЦИК СССР село было переименовано в Евдокимовское — по фамилии Евдокимова — большевика, чекиста, первого секретаря ВКП(б) Северо-Кавказского (Ставропольского) края, репрессированного и расстрелянного как «врага народа» по распоряжению Сталина в 1940 году.
В 1938 году Евдокимовский район был переименован в Молотовский, а центр — село Евдокимовское в село Молотовское в честь советского партийного деятеля Молотова.
С августа 1942 года до января 1943 года село окупировано немецкими войсками.
13 июля 1957 года село было переименовано в Красногвардейское, «в честь красногвардейцев, защищавших Советскую власть на территории Медвеженского уезда в годы Гражданской войны».
До 16 марта 2020 года село образовывало упразднённое сельское поселение село Красногвардейское.

## Население
| 1873    | 1883    | 1884    | 1897    | 1903    | 1908    | 1909    | 1939    | 1959    |
| ------- | ------- | ------- | ------- | ------- | ------- | ------- | ------- | ------- |
| 5164    | ↗6894   | ↗7314   | ↗12 383 | ↘12 065 | ↗14 457 | ↘14 431 | ↘10 086 | ↘9807   |
| 1970    | 1979    | 1989    | 2002    | 2010    | 2012    | 2013    | 2014    | 2015    |
| ↗12 538 | ↗13 095 | ↗14 769 | ↗15 884 | ↗15 992 | ↘15 688 | ↘15 401 | ↘15 238 | ↘15 097 |
| 2016    | 2017    | 2018    | 2019    | 2020    | 2021    | 2023    |         |         |
| ↘14 947 | ↘14 881 | ↘14 845 | ↘14 761 | ↘14 721 | ↘14 200 | ↘13 959 |         |         |

Национальный состав
По итогам переписи населения 2010 года проживали следующие национальности (национальности менее 1 %, см. в сноске к строке «Другие»):
| Национальность | Численность | Процент |
| -------------- | ----------- | ------- |
| Русские        | 14 683      | 91,81   |
| Цыгане         | 588         | 3,68    |
| Армяне         | 346         | 2,16    |
| Другие         | 375         | 2,34    |
| Итого          | 15 992      | 100,00  |

## Инфраструктура
- Межпоселенческая центральная районная библиотека. Открыта 13 ноября 1916 года[42] (по другим данным - в 1917 году[43])
- Центральная районная больница[44]
- Историко-краеведческий музей[45]
- Районный историко-краеведческий музей. Открыт 24 февраля 1986 как общественный районный музей боевой и трудовой славы[46]
- Государственный сортоиспытательный участок[47]
- Станция Красная гвардия СКЖД (одна из станций так называемой Горбачёвки).

## Образование
- Детский сад № 2[48]. Открыт 1 ноября 1966 года[49]
- Детский сад № 18 «Веснянка»[50]. Открыт 1 марта 1980 года[51]
- Детский сад № 22 «Родничок»[52]
- Гимназия № 1[53]
- Средняя общеобразовательная школа № 1 им. Г. С. Фатеева[54]
- Средняя общеобразовательная школа № 11[55]
- Средняя общеобразовательная школа № 12[56]
- Детская школа искусств[57]
- Детско-юношеская спортивная школа[58]. Открыта 1 сентября 1980 года[51]. Открыта 1 сентября 1980 года[51]
- Детско-юношеская спортивная школа № 2[59]
- Центр детского творчества. Открыт 22 октября 1936 года как Дом пионеров и школьников[42]
- Специальная (коррекционная) общеобразовательная школа-интернат № 25[60]. Открыта 10 февраля 1965 года как спецшкола-интернат[51]

## Экономика
- Индустриальный парк «Гелиос». Производство листового стекла, его промышленная переработка, выработка электроэнергии, автотранспортные перевозки, выращивание овощей и зелёных культур. Базой для создания парка стекольный завод[61]. Красногвардейский стеклотарный завод — единственное предприятие на Юге России по выпуску листового стекла[62].
- СПК «Нива». Образован 3 сентября 1950 года как колхоз «Страна Советов»[63]

## Средства массовой информации
Газета «Сельская новь» (ранее «Путь Ильича»). Первый номер газеты вышел 1 апреля 1931 года.
Радиостанция «Радио Дача – Красногвардейское» (101,3 МГц). Вещание осуществляют муниципальные органы. Начало вещания – как «Победа FM Красногвардейское», позже как «Своё FM – Красногвардейское».

## Спорт
- Команда села — победитель первенства профсоюзов России по волейболу среди юношей. 2012 год[64]

## Русская православная церковь
- Храм Святой Троицы
- Храм Успения Пресвятой Богородицы
- Храм Михаила Архангела. Упоминается в 1893 году[65]

## Люди, связанные с селом
- Гунько Николай Иванович (1920—1981) — участник Великой Отечественной войны 1941—1945 гг., легендарный разведчик «Кошка-2», Почётный гражданин города-героя Севастополя. Награждён орденами Красного Знамени, Красной Звезды (дважды), Отечественной войны 2-й степени, орденом Славы 3-й степени, медалями. Боевые заслуги Н. И. Гунько и его товарищей увековечены на знаменитой диораме «Штурм Сапун-горы 7 мая 1944 года». Родился и умер в Красногвардейском[66]
- Ефремов Валерий Михайлович, электромонтер «Ставропольэнерго», Герой труда Ставрополья[51]
- Макаренко Александр Михайлович — полный кавалер ордена Славы
- Фатеев Геннадий Семёнович (8.05.1934—26.06.2005) — поэт, поэт-песенник, прозаик, член Союза писателей СССР, Заслуженный работник культуры России, Почётный гражданин села Красногвардейского[67]
- Ходункова Лилия Леонидовна (4.03.1937-27.08.2020) — председатель краевого отделения Всероссийского общества охраны памятников истории и культуры (1997—2020), Почётный житель села Красногвардейского[43].

## Памятники
- Здание, где заседал первый Совет Медвежского уезда[68]
- Здание, где заседал Совет солдатских и крестьянских депутатов Медвежской волости[69]
- Здание, где размещался комитет РСДРП(б) Медвежского уезда[70]
- Братская могила воинов, погибших в годы гражданской и Великой Отечественной войн. 1918—1920, 1942—1943, 1976 года[71]
- Аллея Славы Красногвардейского района. Открыта 9 мая 2000 года[51]
- Памятник В. И. Ленину. 1959 год[72]
- Памятник В. И. Ленину. 1965 год[73]

## Кладбища
В границах Красногвардейского расположены три открытых кладбища: два общественных, площадью 24 и 109 тыс. м², и одно вероисповедальное, площадью 7,8 тыс. м².